# ونچینکولم مویلنکنی
ونچینکولم مویلنکنی (به لاتین: Vanchiyankulam Mavilankeni) یک منطقهٔ مسکونی در سری‌لانکا است که در استان شمالی (سری‌لانکا) واقع شده‌است.